# Communauté de communes Creuse Sud Ouest
Die Communauté de communes Creuse Sud Ouest ist ein französischer Gemeindeverband mit der Rechtsform einer Communauté de communes im Département Creuse in der Region Nouvelle-Aquitaine. Sie wurde am 2. November 2016 gegründet und umfasst 43 Gemeinden (Stand: 1. Januar 2019). Der Verwaltungssitz befindet sich im Ort Saint-Dizier-Masbaraud.

## Historische Entwicklung
Der Gemeindeverband entstand mit Wirkung vom 1. Januar 2017 durch die Fusion der Vorgängerorganisationen 
- Communauté de communes Bourganeuf Royère de Vassivière und
- Communauté de communes du Pays Creuse-Thaurion-Gartempe, auch bekannt als Communauté intercommunale d’aménagement du Territoire Creuse-Thaurion-Gartempe (CIATE).

Der ursprünglich unter dem sperrigen Namen Communauté de communes CIATE, Bourganeuf/Royère-de-Vassivière gegründete Verband wurde mit Wirkung vom 1. Januar 2018 auf die aktuelle Bezeichnung umbenannt. Gleichzeitig verließen die Gemeinden Mazeirat,
Peyrabout und Saint-Yrieix-les-Bois den hiesigen Verband und schlossen sich der Communauté d’agglomération du Grand Guéret an.
Zum 1. Januar 2019 bildeten die ehemaligen Gemeinden Saint-Dizier-Leyrenne und Masbaraud-Mérignat die Commune nouvelle Saint-Dizier-Masbaraud. Dadurch verringerte sich die Anzahl der Mitgliedsgemeinden auf 43. Der Verwaltungssitz ging in die Gemeinde Saint-Dizier-Masbaraud über. 

## Mitgliedsgemeinden
| Gemeinde                                | Einwohner 1. Januar 2022 | Fläche km² | Dichte Einw./km² | Code INSEE | Postleitzahl |
| --------------------------------------- | ------------------------ | ---------- | ---------------- | ---------- | ------------ |
| Ahun                                    | 1.442                    | 33,74      | 43               | 23001      | 23150        |
| Ars                                     | 236                      | 21,69      | 11               | 23007      | 23480        |
| Auriat                                  | 116                      | 21,66      | 5                | 23012      | 23400        |
| Banize                                  | 181                      | 15,24      | 12               | 23016      | 23120        |
| Bosmoreau-les-Mines                     | 226                      | 9,01       | 25               | 23027      | 23400        |
| Bourganeuf                              | 2.408                    | 22,54      | 107              | 23030      | 23400        |
| Chamberaud                              | 97                       | 7,44       | 13               | 23043      | 23480        |
| Chavanat                                | 138                      | 12,73      | 11               | 23060      | 23250        |
| Faux-Mazuras                            | 189                      | 19,96      | 9                | 23078      | 23400        |
| Fransèches                              | 241                      | 18,29      | 13               | 23086      | 23480        |
| Janaillat                               | 319                      | 28,29      | 11               | 23099      | 23250        |
| La Chapelle-Saint-Martial               | 77                       | 10,12      | 8                | 23051      | 23250        |
| La Pouge                                | 96                       | 7,58       | 13               | 23157      | 23250        |
| Le Donzeil                              | 188                      | 13,54      | 14               | 23074      | 23480        |
| Le Monteil-au-Vicomte                   | 217                      | 14,40      | 15               | 23134      | 23460        |
| Lépinas                                 | 136                      | 14,80      | 9                | 23107      | 23150        |
| Maisonnisses                            | 175                      | 11,12      | 16               | 23118      | 23150        |
| Mansat-la-Courrière                     | 68                       | 9,42       | 7                | 23122      | 23400        |
| Montboucher                             | 370                      | 27,68      | 13               | 23133      | 23400        |
| Moutier-d’Ahun                          | 161                      | 9,91       | 16               | 23138      | 23150        |
| Pontarion                               | 359                      | 5,25       | 68               | 23155      | 23250        |
| Royère-de-Vassivière                    | 572                      | 74,14      | 8                | 23165      | 23460        |
| Saint-Amand-Jartoudeix                  | 152                      | 18,74      | 8                | 23181      | 23400        |
| Saint-Avit-le-Pauvre                    | 88                       | 4,99       | 18               | 23183      | 23480        |
| Saint-Dizier-Masbaraud                  | 1.134                    | 67,02      | 17               | 23189      | 23400        |
| Saint-Georges-la-Pouge                  | 361                      | 24,09      | 15               | 23197      | 23250        |
| Saint-Hilaire-la-Plaine                 | 211                      | 11,06      | 19               | 23201      | 23150        |
| Saint-Hilaire-le-Château                | 225                      | 19,59      | 11               | 23202      | 23250        |
| Saint-Junien-la-Bregère                 | 144                      | 25,66      | 6                | 23205      | 23400        |
| Saint-Martial-le-Mont                   | 264                      | 10,25      | 26               | 23214      | 23150        |
| Saint-Martin-Château                    | 152                      | 31,25      | 5                | 23216      | 23460        |
| Saint-Martin-Sainte-Catherine           | 330                      | 27,27      | 12               | 23217      | 23430        |
| Saint-Michel-de-Veisse                  | 166                      | 15,57      | 11               | 23222      | 23480        |
| Saint-Moreil                            | 218                      | 23,94      | 9                | 23223      | 23400        |
| Saint-Pardoux-Morterolles               | 211                      | 36,50      | 6                | 23227      | 23400        |
| Saint-Pierre-Bellevue                   | 213                      | 32,78      | 6                | 23232      | 23460        |
| Saint-Pierre-Chérignat                  | 165                      | 23,72      | 7                | 23230      | 23430        |
| Saint-Priest-Palus                      | 55                       | 10,64      | 5                | 23237      | 23400        |
| Sardent                                 | 758                      | 41,11      | 18               | 23168      | 23250        |
| Soubrebost                              | 139                      | 20,76      | 7                | 23173      | 23250        |
| Sous-Parsat                             | 114                      | 9,14       | 12               | 23175      | 23150        |
| Thauron                                 | 170                      | 22,34      | 8                | 23253      | 23250        |
| Vidaillat                               | 201                      | 23,59      | 9                | 23260      | 23250        |
| Communauté de communes Creuse Sud Ouest | 13.483                   | 908,56     | 15               | –          | –            |